# Elijah Kelley
Elijah Kelley est un acteur, chanteur et danseur américain né le 1er août 1986 à LaGrange (Géorgie).

## Biographie
Elijah ayant terminé ses études à la Troup County High School (en), il se retrouve "starisé" par une publicité pour la célèbre marque de soda Coca-Cola, puis il a joué un petit rôle dans le film Flora et les siens. Il a ensuite chanté dans une chorale de gospel avec sa famille. Ensuite la famille Kelley déménage pour Los Angeles.
En 2006 il passe l'audition pour le rôle de Seaweed J.Stubbs dans l'adaptation de la comédie musicale Hairspray et est retenu.
On le verra aussi dans une biographie filmique de Sammy Davis Jr. où il tiendra le rôle-titre.
Elijah pourrait reprendre le rôle de Seaweed pour une suite de Hairspray dont la sortie serait prévue en 2010, mais rien n'est encore confirmé.
Il joue aussi le rôle  de Danjou dans le film Dance with Me avec Antonio Banderas.
Il joue également dans Dirty Sexy Money dans le rôle de Elon le fils de Simon Elder.
Il joue aussi dans la série Tout le monde déteste Chris dans un rôle de figurant.
En 2015, il prête sa voix pour interpréter le personnage Sunny dans Strange Magic de George Lucas.

## Filmographie
- 1999 : Dites-leur que je suis un homme de Joseph Sargent : Clarence
- 2006 : Dance with Me de Liz Friedlander : Danjou
- 2007 : Hairspray d'Adam Shankman : Seaweed J.Stubbs
- 2012 : Red Tails d'Anthony Hemingway : Samuel "Suicide" George
- 2013 : Le Majordome (The Butler) de Lee Daniels : Charles Gaines (de 15 à 25 ans)
- 2015 : Strange Magic de Gary Rydstrom : Sunny (voix)
- 2017 : The New Edition Story : Ricky Bell jeune
- depuis 2017 : Star : Andy